# Sinarghutlitun
Sinarghutlitun /sufiks tun, ili tunne, znači ljudi/, jedno od sela ili bandi Chasta Costa Indijanaca, jezična porodica athapaskan, sa sjeverne obale rijeke Rogue u Oregonu. Ime dolazi od si'-na-rxût-li'-tûn, u značenju 'cataract village'.
Spominje ga Dorsey u Jour. Am. Filk-lore, iii, 234, 1890.